# Радомишльський заказник
Радомишльський — лісовий заказник місцевого значення. Об'єкт розташований на території Радомишльського району Житомирської області, ДП «Радомишльське ЛМГ», Радомишльське лісництво, кв. 7, вид. 30, 31; кв. 11, вид. 1, 2, 7; кв. 12, вид. 1—7; кв. 13, вид. 17, 13; кв. 24, вид. 5; кв. 25, вид. 1—6.
Площа — 166,4 га, статус отриманий у 1991 році.